# ۱۲ ربیع‌الاول
۱۲ ربیع‌الاول، دوازدهمین روز ماه ربیع‌الاول در تقویم هجری قمری است.
در تقویم هجری قمری قراردادی این روز هفتادمین روز سال است.

## مناسبت‌ها
- ایران: آغاز هفتهٔ وحدت

## رویدادها
- ۱ - هجرت پیامبر اسلام از مکه به مدینه
- ۱۳۲ - آغاز خلافت عباسیان با خلافت سفاح

## تولدها
- سال ۵۳ قبل از هجرت ‐ محمد پیامبر اسلام، به روایت اهل سنت و برخی از شیعیان[۱]
- ۱۳۰۴ - محمدتقی بهار، ملقب به ملک‌الشعرا شاعر، روزنامه‌نگار، ادیب، تاریخ‌نویس، و سیاست‌مدار ایرانی (مرگ ۱۳۳۰ ه‍.ش.)

## مرگ‌ها
- ۶۷۷- مجدالدین اربلی، محدث، زبان‌شناس، ادیب و شاعر عراقی.